# Anime International Company
Anime International Company är en japansk animationsstudio i Nerima, Tokyo som grundades den 15 juli 1982.